# Alba (Piemont)
Alba ist eine Stadt in der nordwestitalienischen Region Piemont. Sie liegt in der Provinz Cuneo am Rande der Poebene und ist der Hauptort des Hügellandes der Langhe. Die Einwohner werden auf Italienisch Albesi genannt. Alba ist Sitz des Bistums Alba der römisch-katholischen Kirche. 

## Lage und Einwohner
Alba liegt 63 Kilometer nordöstlich von der Provinzhauptstadt Cuneo und 50 Kilometer südlich von Turin am Fluss Tanaro, einem großen Nebenfluss des Po, zwischen den Hügellandschaften der Langhe und des Roero. Sie ist die größte Stadt der Langhe und hat 31.146 Einwohner (Stand 31. Dezember 2023). Etwas oberhalb der Stadt mündet die Stura di Demonte in den Tanaro.

## Geschichte

Flagge der Republik Alba, 1796–1801

Die Siedlungsgeschichte von Alba reicht bis in das Neolithikum zurück (6. bis 3. Jahrtausend v. Chr.). In der zweiten Hälfte des ersten vorchristlichen Jahrtausends bewohnte der ligurische Stamm der Statieller die Region am Tanaro. Aus der ligurischen Sprache stammt auch der Ortsname, der vermutlich schon in vorrömischer Zeit «weiße Siedlung» bedeutete.
Im Jahr 173 v. Chr. kam das Gebiet unter die Herrschaft des Römischen Reiches und die am Südufer des Tanaro liegende Ortschaft ist ab 89 v. Chr. unter dem Namen Alba Pompeia als römisches Municipium beurkundet. Seit Augustus lag die Stadt in der italischen Landschaft Regio IX Liguria. Der römische Schriftsteller Plinius der Ältere berichtet von einer entwickelten Tradition des Weinbaus in der Region von Alba Pompeia.
Im Frühmittelalter wurde Alba von den Burgunden, den Langobarden und später den Franken erobert und litt unter dem Einfall der Sarazenen. Im 12. Jahrhundert wurde Alba eine freie Stadt (comune) und schloss sich dem Lombardenbund der norditalienischen Städte an. Es entstanden mehrere Klöster und vier Spitäler (Markusspital, Spital Santo Spirito del Ponte, Antoniusspital, Lazarusspital) im ummauerten Stadtgebiet. Umkämpft zwischen Montferrat und den Visconti, fiel es der Herrschaft der Gonzaga zu. Es wurde drei Mal von Karl Emanuel I. erobert und durch diesen wieder verloren und geriet dann in den Machtkonflikt zwischen Frankreich und Spanien. Mit dem Frieden von Cherasco (1631) fiel Alba an die Savoyer.
Im 18. Jahrhundert erlebte Alba eine kulturelle Blütezeit. Die Accademia filarmonico-letteraria wurde gegründet, mehrere Kirchen entstanden neu. Die Schriften des Historikers und Politikers Giuseppe Vernazza (1745–1822), Staatsminister unter König Karl Emanuel III. von Sardinien und Staatssekretär unter dessen Nachfolger Viktor Amadeus III., geben ein lebendiges Bild von den damaligen Verhältnissen in der Stadt.
Während der Herrschaft Napoleon Bonapartes bestand die Republik Alba zwischen dem 26. April 1796 und dem 19. April 1801. Im 19. Jahrhundert entwickelte sich die Stadt dank dem Bau neuer Wohnhäuser und öffentlicher Gebäude wie dem Teatro Sociale und dem Palazzo Miroglio. An der urbanen Entwicklung hatte der Architekt Giorgio Busca einen erheblichen Anteil. Im Jahr 1865 nahm der Bahnhof Alba den Betrieb auf.
Zwischen dem 10. Oktober und 2. November 1944 bestand die von der lokalen Widerstandsbewegung gegen die faschistische Diktatur in Italien ausgerufene Repubblica partigiana di Alba. 1948 und 1994 richteten starke Hochwasser des Tanaro schwere Schäden im Stadtgebiet an.

## Wirtschaft und Infrastruktur
Die Stadt ist umgeben von berühmten Wein- sowie Obstanbaugebieten. Sie ist ein Zentrum der Süßwarenindustrie und seit 1946 Hauptsitz der Firma Ferrero. In Alba befindet sich die Unternehmenszentrale der Firma MONDO, eines der größten Produzenten von Kautschukbelägen und Bällen. Die Firma rüstet seit 1976 die Leichtathletikstadien für Olympische Spiele aus.

## Verkehr
Westlich der Stadt verläuft die Autostrada A 33 mit zwei Anschlussstellen für Alba (-Ovest und -Est). Ferner liegt die Stadt an der Bahnstrecke Alessandria–Cavallermaggiore. Der innerstädtische öffentliche Nahverkehr wird durch fünf Autobuslinien bewältigt.

## Kultur und Sehenswürdigkeiten
Aus der Römerzeit sind die Überreste einer Befestigungsanlage mit Mauern und einem Tor erhalten sowie einige mit Mosaiken ausgelegte Gebäude.
Zu den bedeutendsten Bauten zählen der Dom aus dem 15. Jahrhundert, die Johannes dem Täufer geweihte Kirche (Chiesa di San Giovanni Battista) und die frühgotische Kirche San Domenico.
Im Mai 2009 wurde die neue Verklärungskirche (Chiesa della Trasfigurazione) im rasch wachsenden Stadtteil Mussotto eingeweiht, im Stil moderner Architektur: Der ganz in Weiß gehaltene Innenraum gestaltet sich in vielen scharfen Kanten und spitzen Winkeln wie ein Himmelszelt (die Architektur soll an die drei Zelte bei der Verklärung Jesu im Lukasevangelium erinnern: „Lasset uns drei Hütten machen: dir eine, Mose eine und Elia eine.“ Kap. 9, Vers 33), während das Taufbecken mit Rundungen und Dunkelblau kontrastiert; Altar und Kanzel stehen sich gegenüber, während Orgel mit Spieltisch und Sedilien sich auch gegenüberstehen.
Das im Jahr 1897 gegründete Museo Civico Archeologico e di scienze naturali „Federico Eusebio“ dokumentiert die Archäologie und die Naturgeschichte der Region von Alba.

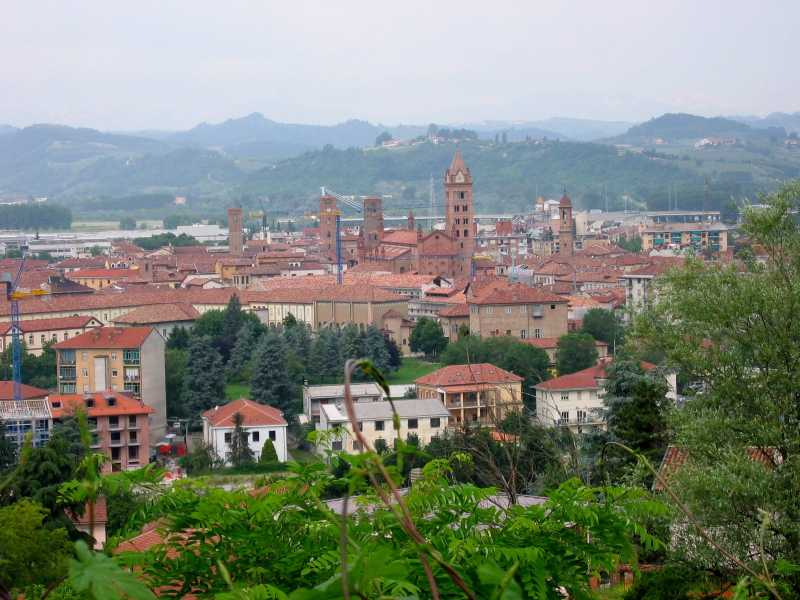
Blick auf Alba
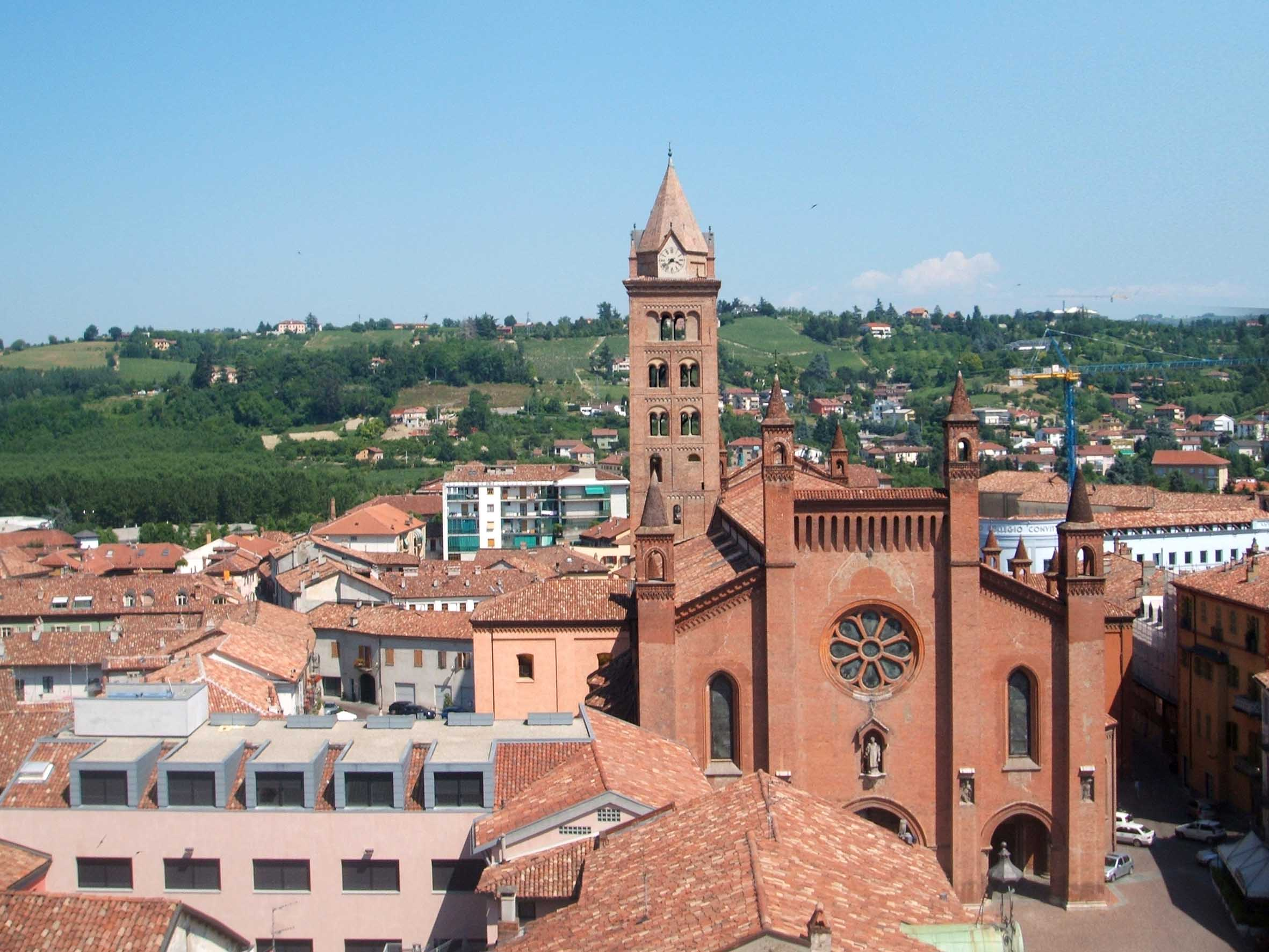
Dom von Alba
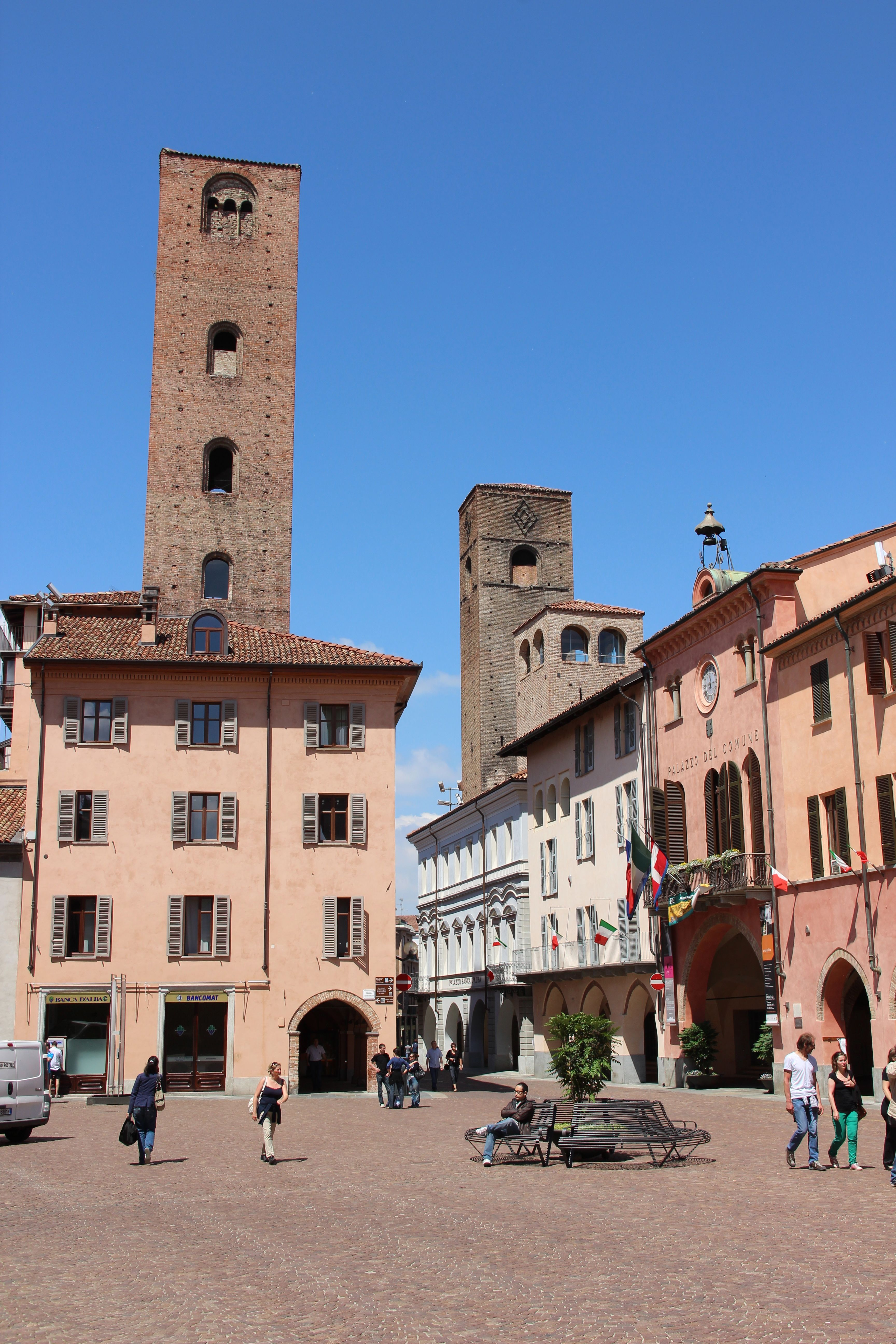
Geschlechtertürme in Alba
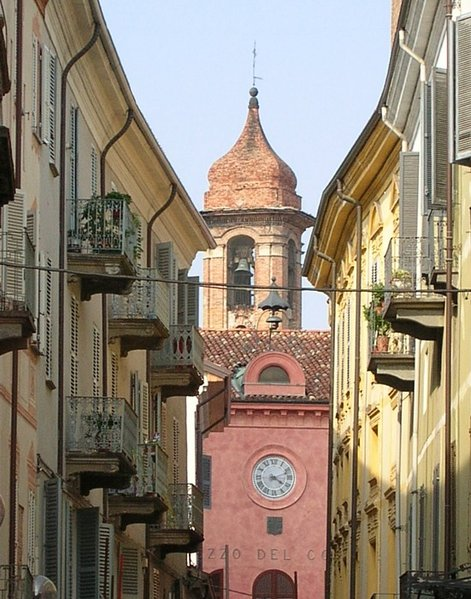
Via Vittorio Emanuele
Außenansicht der modernen Kirche (2009)
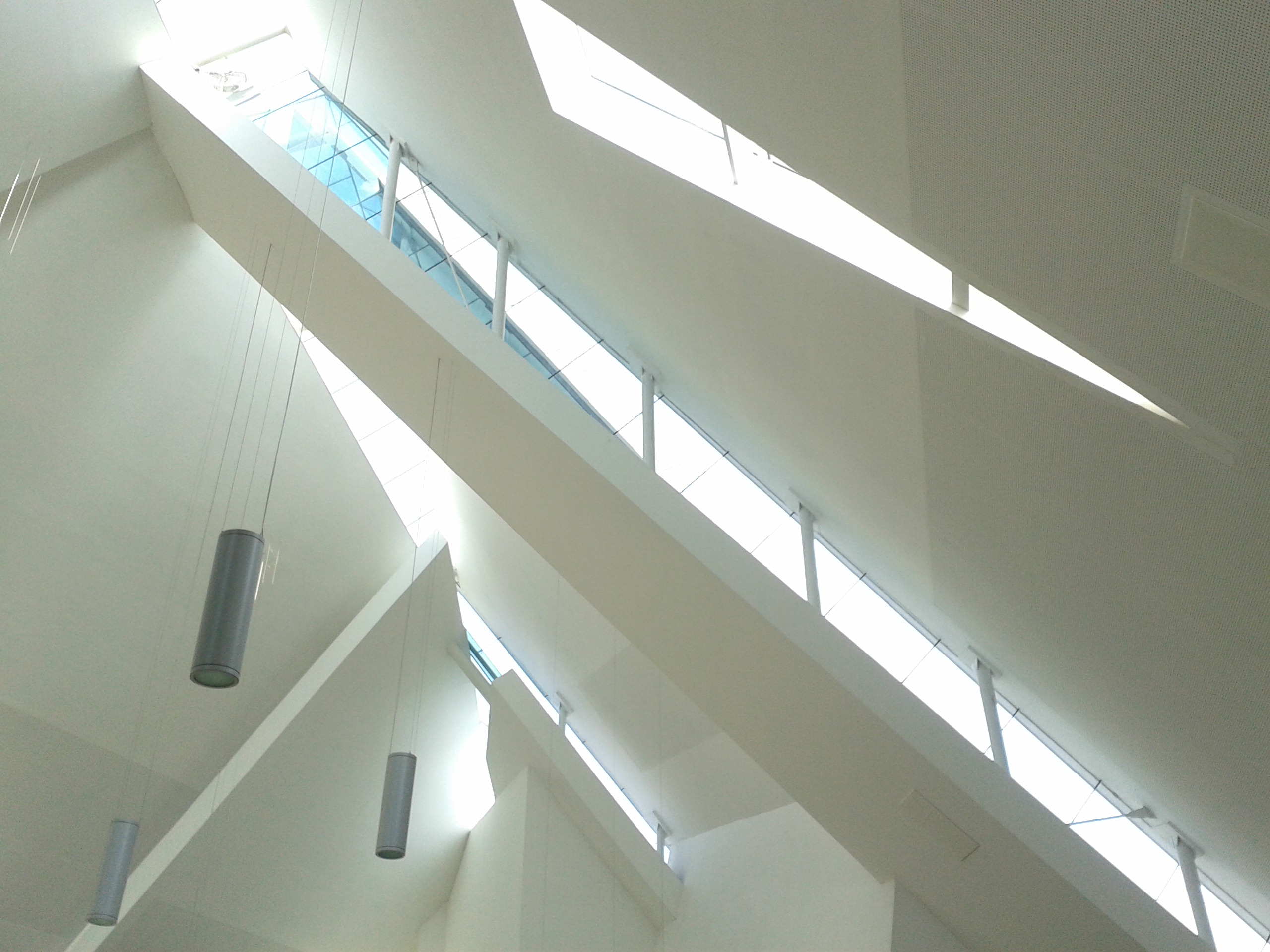
Dachkonstruktion der modernen Kirche (2009)
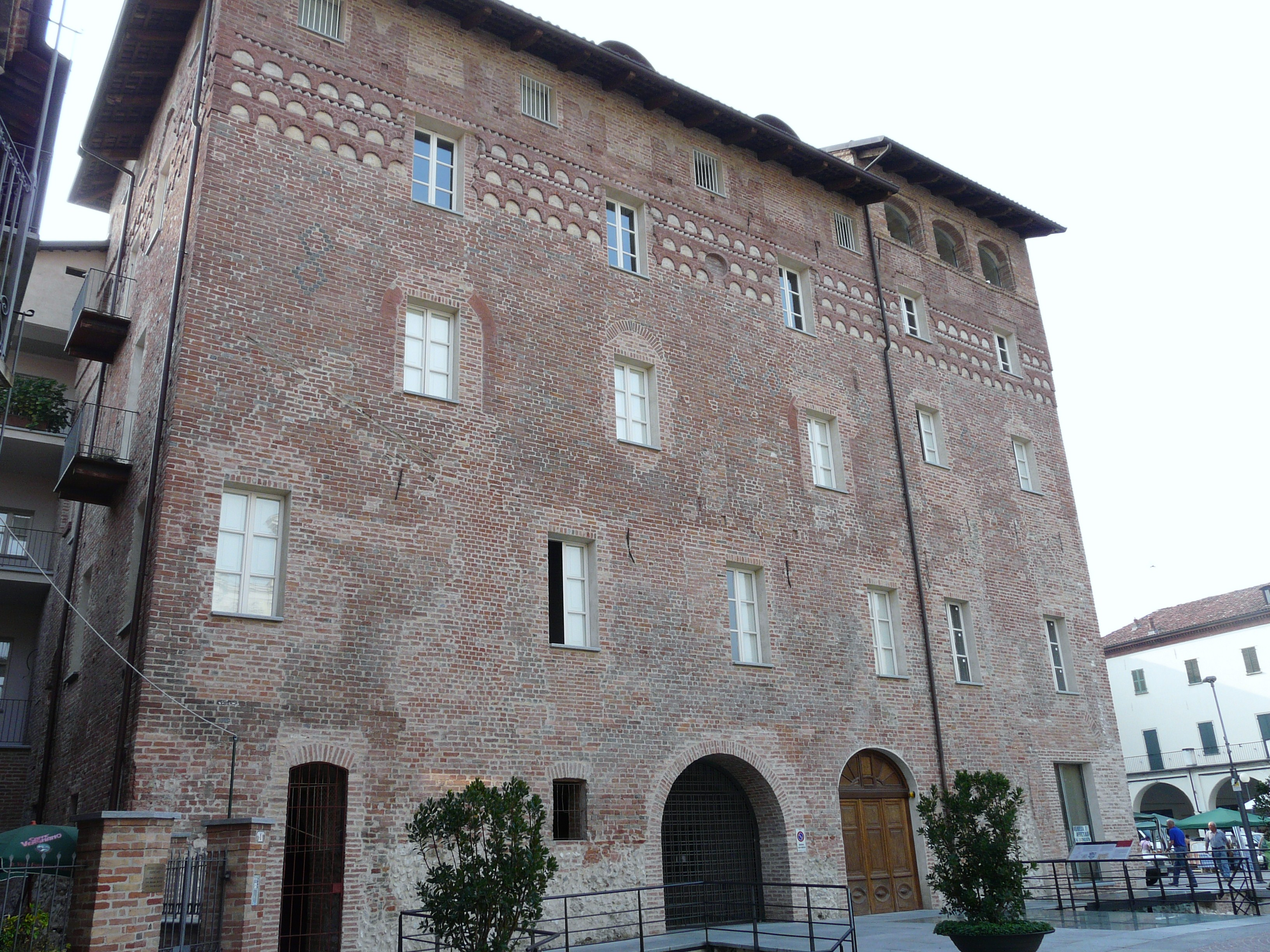
Der Palazzo Marro, ein herrschaftliches Haus aus dem Mittelalter

## Kulinarische Spezialitäten
Die berühmten Weine der Langhe sowie die weißen Trüffel, die in der unmittelbaren Umgebung zu finden sind, locken besonders ab Oktober viele Touristen in die Stadt und ihre Umgebung.

## Persönlichkeiten

### Söhne und Töchter
- Publius Helvius Pertinax (126–193), vor seiner Ermordung 87 Tage lang römischer Kaiser
- Pierino Belli (1502–1575), ranghoher piemontesischer Soldat und Jurist
- Angelo Como Dagna Sabina (1862–1939), General
- Giovanni Rava (1874–1944), Maler
- Leone Proserpio (1878–1945), Jesuit, Bischof von Calicut
- Giacomo Morra (1889–1963), Unternehmer, Hotelier und Gastronom
- Roberto Longhi (1890–1970), Kunsthistoriker
- Michelangelo Abbado (1900–1979), Violinist, Dirigent und Musikpädagoge
- Pinot Gallizio (1902–1964), Apotheker und Maler
- Giuseppe Girotti (1905–1945), Dominikaner, Professor, Exeget, NS-Opfer
- Beppe Fenoglio (1922–1963), Schriftsteller
- Sergio Bergonzelli (1924–2002), Drehbuchautor und Filmregisseur
- Giovanni Coppa (1925–2016), Kardinal
- Franco Moscone (* 1957), Ordensgeistlicher, Erzbischof von Manfredonia-Vieste-San Giovanni Rotondo
- David Berbotto (* 1980), Schwimmer
- Pietro Riva (* 1997), Langstreckenläufer
- Matteo Sobrero (* 1997), Rennradfahrer

### Personen mit Beziehung zur Stadt
- Marcus Hieronymus Vida (1485–1566), Dichter und Humanist, von 1532 bis zu seinem Tod Bischof von Alba
- Pietro Ferrero senior (1898–1949), Gründer des Ferrero-Konzerns, lebte ab 1942 in Alba; Sohn Michele sowie die Enkel Giovanni und Pietro
- Gianmaria Testa (1958–2016), Liedermacher

## Städtepartnerschaften
- Medford (Vereinigte Staaten), seit 1960
- Banská Bystrica (Slowakei), seit 1969
- Böblingen (Deutschland), seit 1985
- Beausoleil (Frankreich), seit 1995
- Arlon (Belgien), seit 2004
- Giresun (Türkei), seit 2019[6]